# Kirk Acevedo
Kirk M. Acevedo (Nova Iorque, 27 de novembro de 1971) é um ator americano. Ele é conhecido principalmente por seu trabalho na televisão pelos papéis de Miguel Alvarez na série da HBO Oz, Joe Toye em Band of Brothers, do agente do FBI Charlie Francis na série de ficção científica Fringe e Jose Ramse em 12 Monkeys, série do canal SyFy .Seus filmes mais conhecidos são The Thin Red Line, Dinner Rush e Dawn of the Planet of the Apes. Ele interpretou o vilão dos quadrinhos Ricardo Diaz / The Dragon em Arrow sendo o principal antagonista na sexta temporada e na primeira metade da sétima temporada.

## Carreira nos cinemas
Ao longo de sua carreira como ator, Kirk participou da minissérie Oz onde interpretava "Miguel Alvarez". Em Band of Brothers, dirigida por Steven Spielberg e Tom Hanks e estrelada por Damian Lewis interpretou o cabo "Joe Toye"; ao lado de Mark Wahlberg participou de Invencible, entre outros filmes.
Em suas primeiras aparições, era apenas um figurante para os filmes, como retratado em Suando Frio, no qual ele só aparece em um helicóptero no final do filme. Mas após participar de filmes famosos como Além da Linha Vermelha, passou a ser um ator importante para as histórias dos filmes e seriados, assim como em Band of Brothers.

## Filmografia

### Cinema
- Invencible
- O Novo Mundo
- Uma Receita Para a Máfia
- A Isca
- O Primeiro Milhão
- Além da Linha Vermelha
- Suando Frio
- Planeta dos Macacos - O confronto

### Televisão
- Oz
- Band of Brothers, como Joe Toye
- Law & Order: Trial by Jury
- 24 Horas - 5ª temporada
- Cold Case (Arquivo Morto) - ano 5 ep. 1
- Fringe 1ª temporada (2009)
- The Walking Dead 4ª temporada (2013)
- Agents of S.H.I.E.L.D., como Agente Calderon (2015)
- 12 Monkeys, como José Ramse (2015)
- Arrow, como Ricardo Diaz (2017-atualmente)